# دهستان کازهی
دهستان کازهی (به لاتین: Kazhi Gewog) یک دهستان در کشور بوتان است که در ناحیهٔ وانگدودودرنگ واقع شده‌است.